# ジュラシック・レイク
『ジュラシック・レイク』（原題：Beyond Loch Ness）は、カナダの映画作品。

## あらすじ
1976年、ネス湖を調査していた調査団が湖底で大きな卵を発見。持ち帰ろうとするが、それを追ってネッシーが出現。卵を返したことで一旦ネッシーは立ち去ったものの、戻ってきたネッシーに調査団は隠れていたジェームズを除いて殺害される。
30年後、生き残り成長したジェームズは未確認動物学者となって再びネス湖を訪れ、地元の保安官やその息子とともにネッシーを捜索する。湖に浮かぶ島はネッシーの巣となっており、無数の幼獣が徘徊していた。
やがてネッシーは人々を襲撃し始め、学者と保安官たちは対ネッシー用に作成した武器で応戦。やがて島でネッシーの群れとの壮絶な戦いになり、保安官が1人犠牲になったが、最後はネッシーたちを爆破して、全滅させるのだった。

## キャスト
| 役名                           | 俳優                  | 日本語吹替 |
| ------------------------------ | --------------------- | ---------- |
| ニール・チャップマン           | ドン・S・デイヴィス   | 石住昭彦   |
| ゾーイ                         | アンバー・ボリッキー  | 小橋知子   |
| 釣り人                         | R・ネルソン・ブラウン |            |
| チャド                         | ニール・デニス        |            |
| ブロディ                       | セバスチャン・ガッキ  |            |
| カレン・ライリー               | キャリー・ゲンゼル    | 渡辺美佐   |
| ジェームズ・マーフィー         | ブライアン・クラウズ  | 古澤徹     |
| ジェームズ・マーフィー(少年期) | サム・レイアード      |            |
| ジョシュ・ライリー             | ニオール・マター      | 小野大輔   |
| ショーン伯父さん               | ドネリー・ローズ      |            |
| マイケル・マーフィー           | ポール・マクギリオン  |            |
| 科学者#1                       | デヴィッド・ルイス    |            |
| ビル・マクスウェル             | ロブ・モートン        |            |

- その他の声の吹き替え：河野裕／杉野博臣／樋浦茜子／岸本周也／松田健一郎

## その他
- 本作に登場するネッシーは首長竜の生き残りとされている。しかし、実際の首長竜とは、外見生態ともに大きく異なっている。
- 日本語版DVDのジャケットには本編には登場しないティラノサウルスやヘリが載せてある。